# ビングル・カマラ
ビングル・カマラ（Bingourou Kamara 、1996年10月21日 - ）は、フランス・ロンジュモー出身のプロサッカー選手。リーグ・ドゥ・ポーFC所属。ポジションはゴールキーパー。

## 経歴
2014年10月31日のリーグ・ドゥ・スタッド・ラヴァル戦でプロデビューを飾る。
2017年よりRCストラスブールに完全移籍。しかし守護神であるマッツ・セルスを前に出場は限られ、第2GKとしての立場だったが、20‐21シーズンはセルスの長期離脱によりレギュラーの座を確保した。しかし自身は新型コロナウイルスに感染してしまい、その間に活躍した日本代表川島永嗣にポジションを奪われ、復帰後も控えに回った。その後セルスが怪我から復帰したためメンバーから外れた。
2022年9月1日、モンペリエHSCに移籍した。
2023年7月3日、ポーFCに移籍した。

## 私生活
セネガルとモーリタニアにルーツを持っている。